# Marileidy Paulino
Marileidy Paulino (n. 25 octombrie 1996, Nizao⁠(d), Peravia Province⁠(d), Republica Dominicană) este o sportivă ce a reprezentat Republica Dominicană, medaliată olimpică. A participat la 2 ediții ale Jocurilor Olimpice (2020, 2024) în care a câștigat o medalie de aur și două medalii de argint în probele de 400 m și 4x400 m mixt.

## Palmares
| An   | Competiție            | Locație               | Loc | Eveniment    | Note    |
| ---- | --------------------- | --------------------- | --- | ------------ | ------- |
| 2017 | Universiada           | Taipei, Taiwan        | 11  | 200 m        | 23,95   |
| 2017 | Universiada           | Taipei, Taiwan        | –   | 4×100 m      | DS      |
| 2019 | Jocurile Panamericane | Lima, Peru            | 14  | 100 m        | 11,84   |
| 2019 | Jocurile Panamericane | Lima, Peru            | 7   | 200 m        | 23,29   |
| 2019 | Campionatul Mondial   | Doha, Qatar           | 17  | 200 m        | 23,03   |
| 2021 | Ștafetele Mondiale    | Chorzów, Polonia      | 3   | 4×400 m mixt | 3:17,58 |
| 2021 | Jocurile Olimpice     | Tokio, Japonia        | 2   | 400 m        | 49,20   |
| 2021 | Jocurile Olimpice     | Tokio, Japonia        | 2   | 4×400 m mixt | 3:10,21 |
| 2022 | Campionatul Mondial   | Eugene, Statele Unite | 2   | 400 m        | 49,60   |
| 2022 | Campionatul Mondial   | Eugene, Statele Unite | 1   | 4×400 m mixt | 3:09,82 |
| 2023 | Jocurile Panamericane | Santiago, Chile       | 1   | 200 m        | 22,74   |
| 2023 | Jocurile Panamericane | Santiago, Chile       | 3   | 4×100 m      | 44,32   |
| 2023 | Jocurile Panamericane | Santiago, Chile       | 2   | 4×400 m      | 3:34,27 |
| 2023 | Campionatul Mondial   | Budapesta, Ungaria    | 1   | 400 m        | 48,76   |
| 2024 | Ștafetele Mondiale    | Nassau, Bahamas       | 5   | 4×400 m mixt | 1:29,04 |
| 2024 | Jocurile Olimpice     | Paris, Franța         | 1   | 400 m        | 48,17   |

## Legături externe
Materiale media legate de Marileidy Paulino la Wikimedia Commons
- en Marileidy Paulino la World Athletics
- en Marileidy Paulino la Olympedia.org